# Lago Tchesinkut
O lago Tchesinkut é um lago de água doce localizado na Colúmbia Britânica, Canadá. 

## Descrição
Este lago de água doce encontra-se nas coordenadas 54.0977 N 125.6279 W, a 16 km a sul da cidade de Burns Lake.
Apresenta uma área de 3382,7 ha e tem uma profundidade média de 61.5 m. A cota de altitude deste lago relativamente ao nível do mar encontra-se nos 760 metros (2493 pés).
Devido à latitude a que se encontra geralmente gela por alturas do mês de novembro e só volta a ter água em estado liquido por alturas de abril.
Entre a principal fauna piscícola encontrada neste lago destaca-se a truta-arco-íris e o salmão.
Nas margens e arredores do lago encontram-se uma estância turística e vários parques de campismo, que no seu conjunto oferecem cabanas rústicas para turistas, sítios para a montagem de tendas, docas para barcos, aluguer de barcos, e uma loja. 